# Koshkandar
Koshkandar (persiska: Kūshkandar, کشکندر) är en ort i Iran.   Den ligger i provinsen Nordkhorasan, i den nordöstra delen av landet, 600 km öster om huvudstaden Teheran. Koshkandar ligger 1 644 meter över havet och antalet invånare är 201.
Terrängen runt Koshkandar är varierad, och sluttar söderut.Runt Koshkandar är det ganska glesbefolkat, med 30 invånare per kvadratkilometer. Närmaste större samhälle är Now Deh, 4,5 km nordost om Koshkandar. Omgivningarna runt Koshkandar är i huvudsak ett öppet busklandskap.